# اقتصاد بوروندي
بوروندي هي دولة حبيسة، وبلد فقير في الموارد مع قطاع متخلف من التصنيع. الدعامة الأساسية للاقتصاد البوروندي هي الزراعة، وهو ما يمثل 54٪ من الناتج المحلي الإجمالي في عام 1997. وتدعم الزراعة أكثر من 70٪ من القوى العاملة، والغالبية العظمى منهم من مزارعي الكفاف. على الرغم من أن بوروندي نكتفية ذاتياً في الإنتاج الغذائي إلا أن الحرب الأهلية الدائرة، والانفجار السكاني، والتعرية كل ذلك ساهم في تقلص اقتصاد الكفاف بنسبة 25٪ في السنوات الأخيرة. وكانت أعداد كبيرة من الأشخاص النازحين داخلياً غير قادرين على إنتاج غذائهم، ويعتمدون إلى حد كبير على المساعدات الإنسانية الدولية. بوروندي مستوردة صافية للغذاء، مع ما يمثل الغذاء 17٪ من الواردات في عام 1997.

## التاريخ الاقتصادي
في يوليو 1986 وبالشراكة مع البنك الدولي وصندوق النقد الدولي بدأت بوروندي في تنفيذ إصلاحات اقتصادية والتي شملت إصلاح نظام الصرف الأجنبي وتحرير الواردات وتقليل القيود على المعاملات الدولية وتنويع الصادرات وتنمية زراعة البن.
ولكن البرنامج علق في عام 1993 بعد انلاع الأزمة بين الجماعات العرقية، وبعد انقلاب عام 1996 الذي قام به الرئيس بيير بويويا، فرضت الدول المجاورة حظراً اقتصادياً على بوروندي. وعلقت الولايات المتحدة أيضًا جميع المساعدات الإنسانية لبوروندي. ثم رُفع الحظر الاقتصادي في 23 يناير 1999، بناءً على التقدم الذي أحرزته الحكومة.

## الزراعة
تكون معظم الزراعة من زراعة الكفاف، ويقدر أن 1,351,000 هكتار (3,338,000 فدان)، أو حوالي 52.6٪ من إجمالي مساحة البلاد صالحة للزراعة. شكلت الزراعة 51٪ من الناتج المحلي الإجمالي في عام 2004. وتشكل صادرات البن والشاي غالبية الدخل الأجنبي. شكل البن وحده 39٪ من الصادرات في عام 2004. المحاصيل الرئيسية للاستهلاك المحلي هي البفرة والفاصوليا والموز والبطاطا الحلوة والذرة والسورغم.
أنتجت بوروندي عام 2018:
- 2.3 مليون طن من الكسافا ؛
- 1.6 مليون طن من الموز ؛
- 583 ألف طن من البطاطا الحلوة .
- 556 ألف طن من الخضار .
- 393 ألف طن من الفاصوليا .
- 302 ألف طن بطاطس ؛
- 290 ألف طن من الذرة ؛
- 178 ألف طن من قصب السكر .
- 85 ألف طن من زيت النخيل .
- 56 ألف طن من القلقاس .
- 55 ألف طن من الأرز .
- 53000 طن من الشاي .

بالإضافة إلى إنتاج أقل من المنتجات الزراعية الأخرى.

## السياحة
تتمتع بوروندي بموارد طبيعية وحياة برية هائلة، لكن السياحة في بوروندي متخلفة. وتساهم بشكل هامشي في الناتج المحلي الإجمالي. حيث شكلت 2.1٪ في 2013 و 2٪ في 2014. ووفقًا لبيانات البنك الدولي، زاد عدد السياح الدوليين في العقد الأول من القرن الحادي والعشرين. ففي عام 2000، زار ما يقرب من 29000 سائح دولي بوروندي، وارتفع العدد إلى 148,000 في عام 2005. وبلغ عدد السائحين ذروته عند 214000 في عام 2006 ؛ ولكن بحلول عام 2010، انخفض إلى 142000 سائح.

## إحصائيات
ويبين الجدول التالي أهم المؤشرات الاقتصادية 1980-2017.
| السنة                                                          | 1980   | 1985   | 1990  | 1995  | 2000  | 2005  | 2006  | 2007  | 2008  | 2009  | 2010  | 2011  | 2012  | 2013  | 2014  | 2015   | 2016   | 2017  |
| -------------------------------------------------------------- | ------ | ------ | ----- | ----- | ----- | ----- | ----- | ----- | ----- | ----- | ----- | ----- | ----- | ----- | ----- | ------ | ------ | ----- |
| الناتج المحلى الإجمالي بمليارات الدولار (تعادل القوة الشرائية) | 1.39   | 2.31   | 3.23  | 3.23  | 3.50  | 4.54  | 4.94  | 5.24  | 5.60  | 5.86  | 6.24  | 6.62  | 7.04  | 7.58  | 8.07  | 7.84   | 7.85   | 7.99  |
| نصيب الفرد (تعادل القوة الشرائية)                              | 339    | 488    | 592   | 540   | 524   | 605   | 638   | 658   | 681   | 689   | 711   | 731   | 755   | 788   | 814   | 767    | 745    | 735   |
| النمو                                                          | −6.8 % | 11.8 % | 3.5 % | 7.9 % | 1.8 % | 4.4 % | 5.4 % | 3.5 % | 4.9 % | 3.9 % | 5.1 % | 4.0 % | 4.4 % | 5.9 % | 4.5 % | −4.0 % | −1.0 % | 0.0 % |
| الدين (نسبة مئوية من الناتج الإجمالي)                          | ...    | ...    | ...   | ...   | 136 % | 137 % | 130 % | 130 % | 103 % | 26 %  | 47 %  | 43 %  | 41 %  | 36 %  | 36 %  | 45 %   | 47 %   | 57 %  |